# Kanggye
Kanggye er en by i regionen Chagang i det nordlige Nordkorea, med et indbyggertal (pr. 2005) på cirka 210.000. Byen er kendt for især industri og minedrift.